# 汎用ヘリコプター

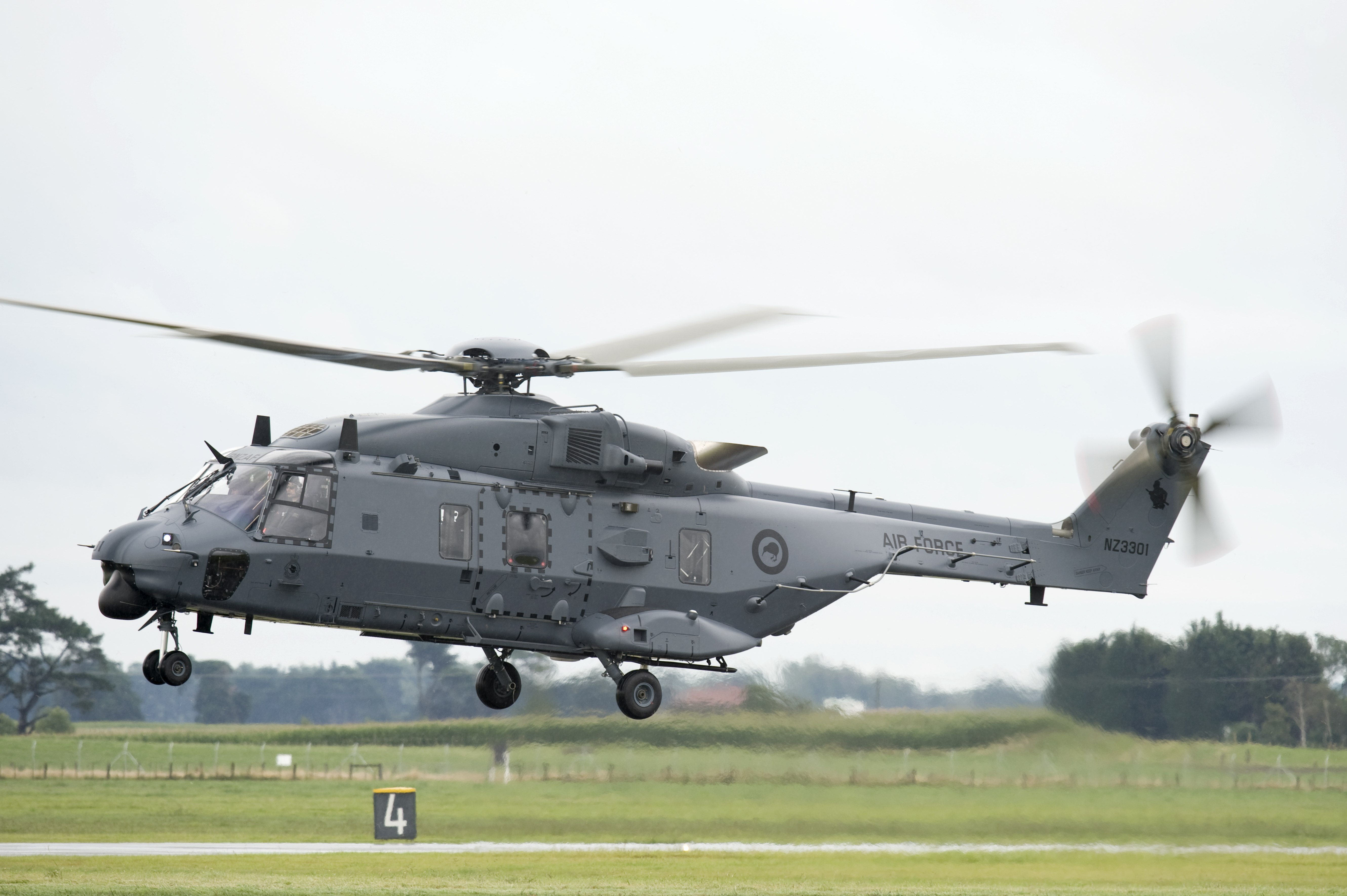
ニュージーランド空軍のNH90

汎用ヘリコプター（英語: Utility helicopter）は、軍用ヘリコプターの分類の一つ。中型ヘリコプターがこれに該当する。陸上自衛隊では多用途ヘリコプターと呼称している。

## 概要
機体規模としては、輸送用として使った場合は1個分隊（10名前後）を搭乗させられる程度のものである。この程度の機体規模であれば、軽輸送・ヘリボーン用以外にも、通常は小型ヘリコプターによって行なわれるような任務にも容易に投入可能であり、このことから汎用と称される。
汎用ヘリコプターが投入される任務としては、主に下記のようなものがある。
- 軽輸送（Slick）
- 武装攻撃（Gunship）
- 負傷者後送 (CASEVAC) / 医療後送 (MEDEVAC)
- 連絡（Liaison）
- 観測（Observation）

機内は操縦席以外には何もなく、任務に合わせて搭載される装備が変わる。

### アメリカ

#### 陸軍・海兵隊
アメリカ陸軍が最初に汎用ヘリコプター（HU）の機種記号を付与した機体がHU-1 イロコイ（1962年の命名法改正に伴いUH-1に改称）であった。この機体は、折からのベトナム戦争において、上記の各種任務に幅広く投入され、HU-1の1を英文字のIと見做した「HUI＝ヒューイ」という愛称で広く親しまれた。また、本格的攻撃ヘリコプターとしてAH-1 コブラを開発した際には、本機がベースとされた。
しかしUH-1は、完全装備の小銃分隊を収容できないなど、性能に若干の不足があったため、アメリカ陸軍は、ベトナム戦争中より、UTTAS（汎用戦術輸送機システム）構想の検討を開始した。1972年、UTTAS構想が各社に対して提示され、シコルスキー・エアクラフト社のYUH-60とボーイング・バートル社のYUH-61が候補機として選定された。比較テストの結果として、1976年、YUH-60がUH-60 ブラックホークとして採用された。
一方、アメリカ海兵隊においては、汎用ヘリコプターは陸軍よりは海軍に近い運用法がなされており、主として連絡・観測・救難・武装攻撃に投入された。水陸両用作戦の性格上、航空輸送の所要量が大きいこともあって、軽輸送用途には、HUS-1（CH-34）の後継として採用された輸送ヘリコプターであるHRB-1（CH-46）が投入され、これが半ば汎用ヘリコプターとして広く使用された。1970年には、カナダ軍向けに開発されていたUH-1の双発版であるベル 212をUH-1N ツインヒューイとして採用したほか、2009年より、さらに改良したUH-1Y ヴェノムによる更新が開始された。

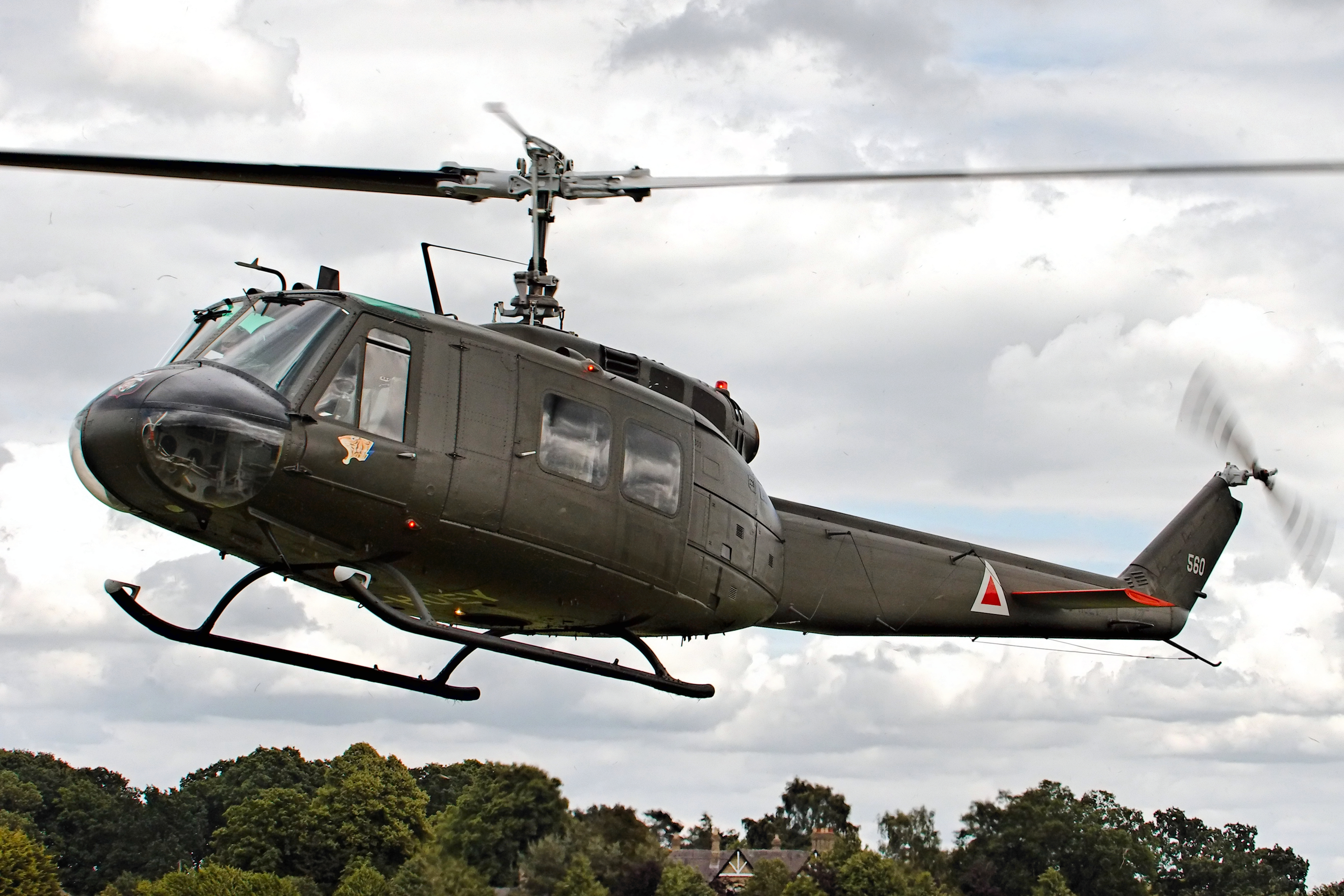
UH-1H
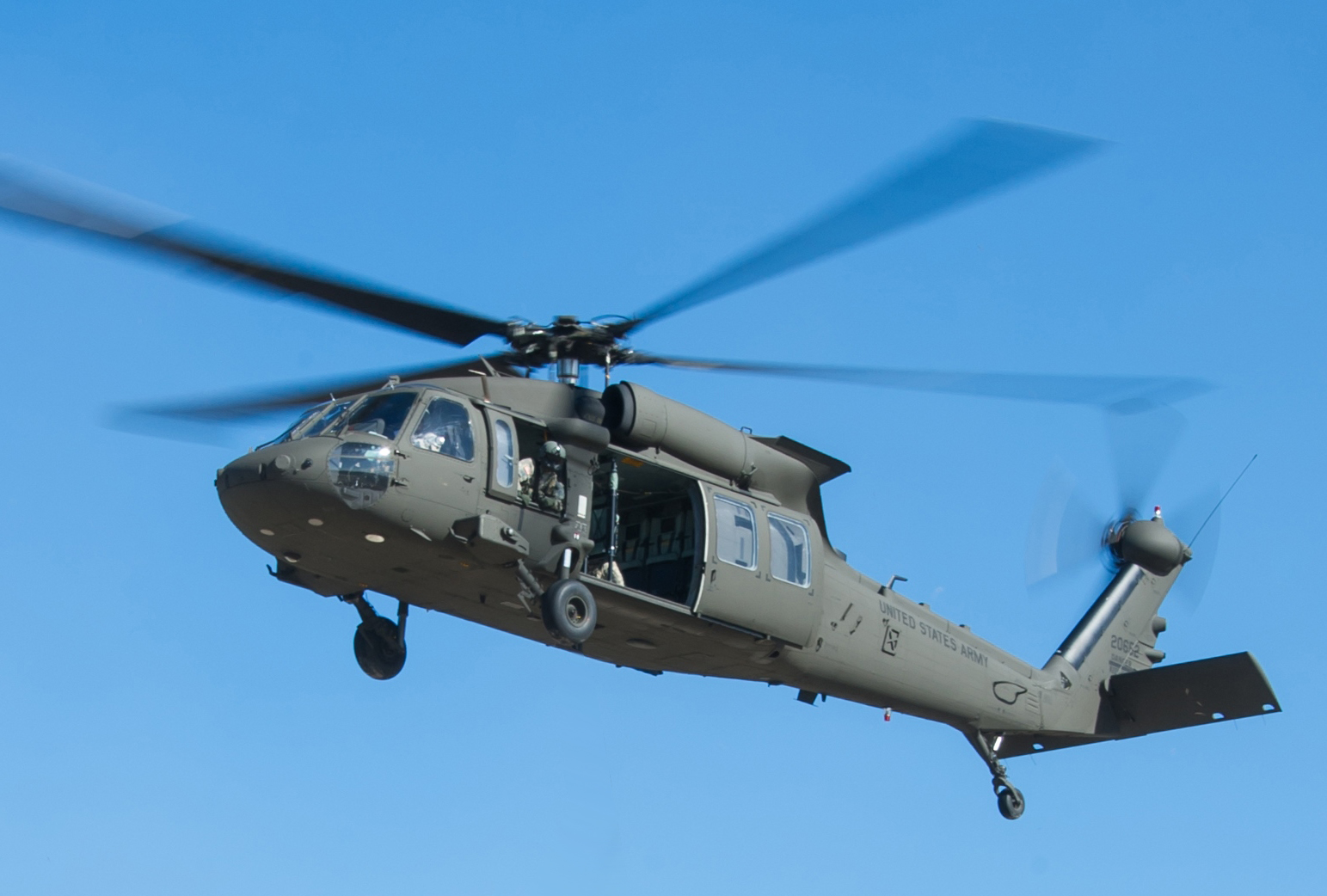
UH-60M
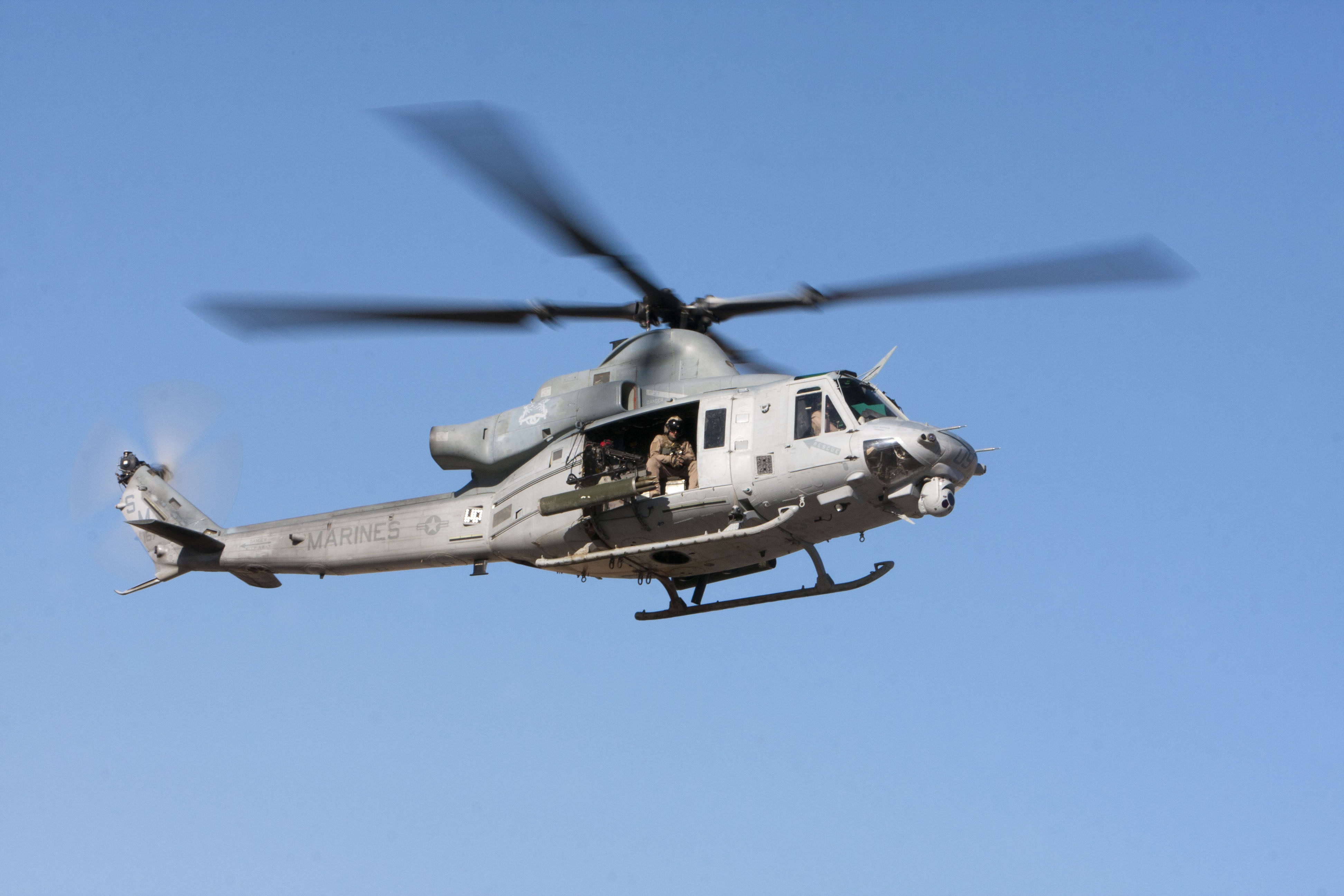
UH-1Y

#### 海軍
アメリカ海軍においては、陸軍のような軽輸送ではなく、航空母艦艦上での連絡・救難を主任務として汎用ヘリコプターを定義しており、HUないしHJの機種記号を付与していた。ただし現在では、哨戒ヘリコプターやLAMPS機が広く配備されたことから、これらの機体に代替されて、汎用ヘリコプターという種別そのものが消滅している。
なお、LAMPSは「多目的」（Multi-Purpose）と定義されているが、これは、従来の汎用ヘリコプターの任務に加えて対潜・対水上戦闘任務が加わったことをあらわしており、従来の「汎用」とは異なるものである。

#### 空軍
アメリカ空軍の保有機材は、基本的に固定翼機に限定されているが、少数の回転翼機も運用している。これらは、汎用ヘリコプターや練習ヘリコプター、また、ヘリコプターの特性を生かした特殊な輸送ヘリコプター（クレーン・ヘリコプター）である。
空軍の汎用ヘリコプターは、基本的に連絡・救難を目的とした非武装機であり、飛行場や射場などの空軍基地に少数機ずつ配備されている。空軍には戦闘捜索救難（CSAR）の専門部隊が設置されているため、汎用ヘリコプターによる救難範囲は、基地の周辺におおむね限定される。機材としてはUH-1N ツインヒューイが使用されてきたが、老朽化・陳腐化に伴い、2000年代に入ると更新が図られることになった。当初はCVLSP（Common Vertical Lift Support Platform）として戦闘捜索救難（CSAR）ヘリコプターとの共通化が検討されていたが、CSARヘリコプターとして大型のチヌークが選定されたこともあって、後に切り離された。変遷を経て、2017年7月に「UH-1N代替計画」について最終提案要求が行われ、2018年9月、MH-139Aの購入契約が締結された。なおこれらとは別に、周囲を高い山に囲まれたエリア51の警備用のみ、高高度飛行能力が買われて、陸軍のHH-60MをベースとしたHH-60Uが用いられている。

### イギリス
イギリス陸軍では、陸軍航空隊は汎用ヘリコプターより大型のヘリコプターを保有せず、ヘリボーン作戦時にはイギリス空軍の輸送ヘリコプターを使用する。汎用ヘリコプターとしては、1960年からはウェストランド スカウト、1974年からはさらにウェストランド ガゼル AHが運用されるようになったが、これらはいずれも非武装で、搭載量も少なかった。
1977年より陸軍航空隊は、対戦車攻撃用としてアグスタウェストランド リンクスAHの受領を開始したが、これは単なる武装ヘリコプターに留まらず、汎用ヘリコプターとして幅広い任務に従事している。
一方、イギリス海兵隊は固有の航空部隊を持たないが、上級部隊であるイギリス海軍の艦隊航空隊がウェストランド・コマンドゥ HC.4輸送ヘリコプターとリンクス AH.7汎用ヘリコプターを保有する。

### ソビエト連邦
ソビエト連邦軍においては、地上軍はヘリコプターを運用せず、ヘリボーン作戦などを実施する際には、空軍の機体と協同することとされていた。東側諸国は規模の違いはあれ、概ね、このようなソ連式の運用を手本にしていた。
ソビエト連邦の崩壊後、ソビエト連邦軍を引き継いだ各国軍においても、これらの方針は踏襲されたが、国によってはヘリコプター部隊の主力は陸軍へ移管されたり、海軍基地所属の部隊が空軍へ移管ないし廃止されたりしている。

#### 空軍

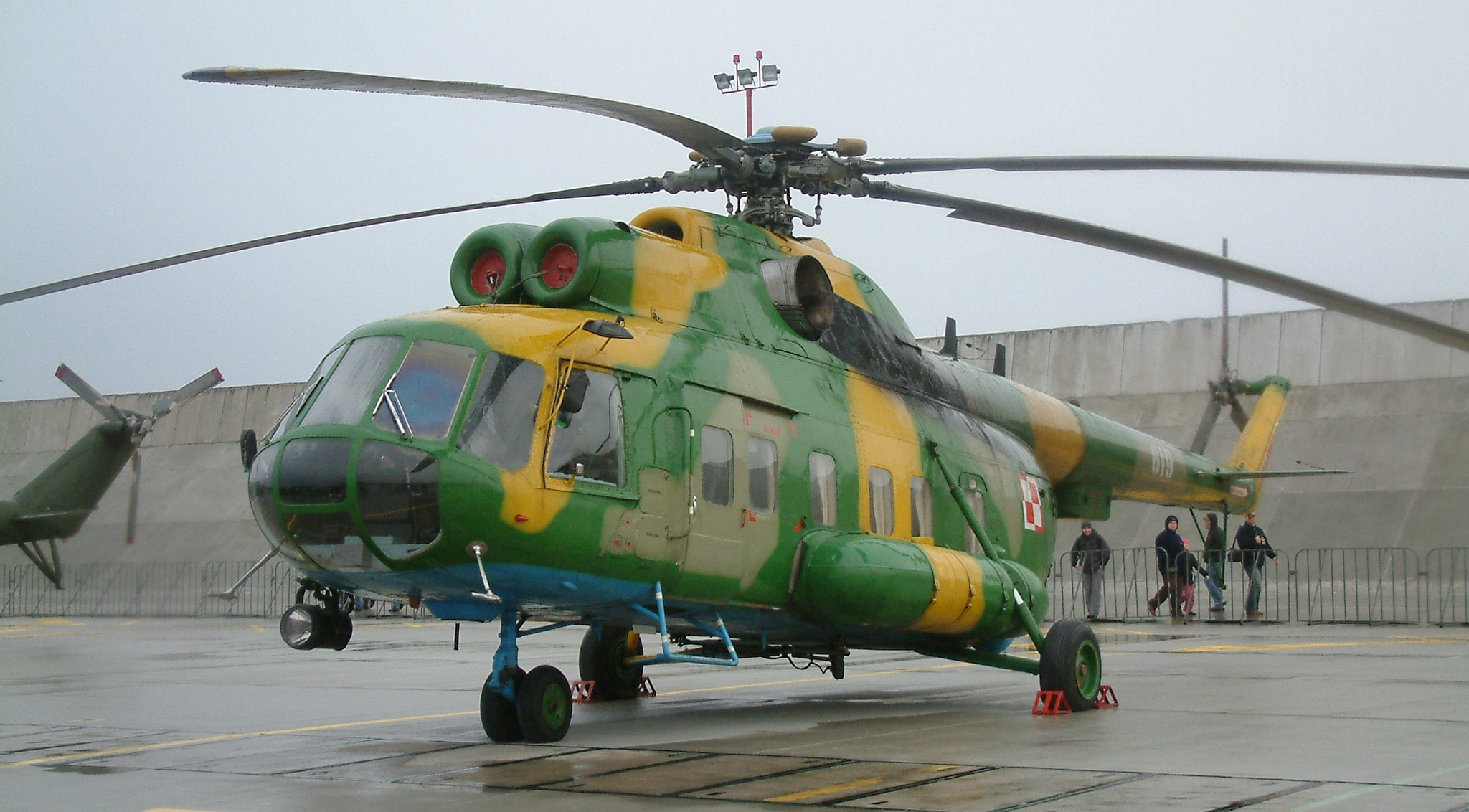
Mi-8S（ポーランド軍機）

ソ連空軍の装備は、アメリカ海兵隊と同様の方針を採用しており、比較的小型で連絡・観測に重点を置いた機体と、比較的大型で輸送や武装攻撃に重点を置いた機体の併用とされていた。当初はMi-1とMi-4、1960年代半ばからはMi-2とMi-8を運用してきた。なお、1970年代以降、Mi-8の強化改良型であるMi-8MT（輸出型はMi-17）の実用化に伴い、生産はこちらに切り替えられている。ただしアメリカ海兵隊と異なり、比較的大型のMi-8を汎用ヘリコプターとして運用しており、一部の機体は武装ヘリコプターとして改装されたほか、本格的攻撃ヘリコプターとしてMi-24を開発する際にもMi-8がベースとなっている。また、Mi-24には兵員ないし担架の収容・輸送スペースが残されていることから、こちらも汎用ヘリコプターとして運用することもできる。ソ連ではアメリカ海兵隊が保有しない固定翼大型輸送機並みの大型ヘリコプターを運用した。当初はMi-6、後期にはMi-26が配備され、さらに大型の機体も少数生産された。これらの存在により、西側では輸送用に充当されるような中型ヘリコプターが、ソ連では汎用機として扱われることとなっていた。
ソ連軍にとって、小型ヘリコプターはあくまで補助的な地位に留まったため、生産もポーランド人民共和国など他国に任せており、国内では主力のMi-6やMi-8クラスの機体を重点的に生産した。なお、Mi-8クラスは軍・官用とアエロフロート用に重点的に配備され、Mi-6クラスはほぼ軍・官専用であったのに対し、小型機は農業など、民生用に多くが使用されている。

#### 海軍
空軍以外にも、海軍航空隊が多数の汎用ヘリコプターを運用した。艦載機として用いられたのは、専ら、Ka-25やKa-27といった哨戒ヘリコプターであったが、これらは救難や連絡などの任務にも投入され、汎用機の役割も担わされた。少数ではあるが、Ka-27をもとにした艦載輸送ヘリコプターとしてKa-29が開発され、上陸戦に使用するためイワン・ロゴフ級揚陸艦などに搭載された。
また、基地配備のヘリコプターには、空軍同様の機種の汎用ヘリコプターが充当されていたが、これらの機体は、海軍歩兵による地上作戦にも使用される。

### フランス
フランス陸軍はアメリカ海兵隊と同様の方針を採用し、1960年より小型で連絡・攻撃に重点を置いたSA.316 アルエットIII、1968年からはより大型で輸送に重点を置いたSA.330 ピューマを併用してきた。また、1973年には小型機としてSA.341 ガゼルが新たに導入されたほか、1970年代後半より、SA.330 ピューマからAS.532 クーガーへの更新が開始された。

### デンマーク
1990年に武装ヘリとしてフェニックが陸軍に導入された。ただし2003年からフェニックの管轄は空軍となっている。攻撃ヘリの導入が無いにも関わらず、フェニックの任務は当初の装甲車両との戦闘から監視と軽輸送に変化している。デンマーク空軍は2007年から14機のEH101を救助や戦術兵員輸送等に使用している。またMH-60Rも空軍の管轄となっている。

### オランダ
H225Mが空軍第300特殊作戦飛行隊によって運用される予定。攻撃ヘリはAH-64Eを導入しておりこちらも空軍によって運用される。艦載ヘリのNH90はデ・コーイ海軍航空基地で運用されている。

### スイス
AS 532、AS 332、EC135の軍用モデルが空軍で運用されており、攻撃ヘリや武装ヘリは保有していない。

### スウェーデン
Helikopter 15としてA109、Helikopter 16としてUH-60が空軍のHelikopterflottiljenで運用されており、攻撃ヘリや武装ヘリは保有していない。

### ポルトガル
EH-101、AW119、UH-60が空軍で運用されており、攻撃ヘリや武装ヘリは保有していない。

### その他の国でのヘリコプターの運用状況
Mi-8系を多数配備する国（アゼルバイジャン、アフガニスタン、アルジェリア、アルメニア、アンゴラ、イエメン、ウガンダ、ウズベキスタン、エジプト、エチオピア、エリトリア、カザフスタン、カメルーン、ガーナ、ジョージア、スリランカ、スロバキア、セルビア、チェコ、トルクメニスタン、ニカラグア、ネパール、パキスタン、バングラデシュ、ベトナム、ベネズエラ、ペルー、メキシコ、モザンビーク、モンゴル、ラオス、ルワンダ）、UH-1系を多数配備する国（アルバニア、アルゼンチン、イタリア、ウルグアイ、エスワティニ、エルサルバドル、オーストリア、ガイアナ、カナダ、グアテマラ、コロンビア、サウジアラビア、ザンビア、ジャマイカ、ジンバブエ、タイ、チュニジア、チリ、ドミニカ、トルコ、ノルウェー、パナマ、パラグアイ、バーレーン、ボリビア、ホンジュラス、モンテネグロ、レソト、レバノン、ヨルダン）、AS350系を多数配備する国（ケニア、中央アフリカ、ブルキナファソ、ボツワナ、マダガスカル、マラウィ）、UH-60系を多数配備する国（イスラエル、韓国、台湾、フィリピン、ブラジル、ブルネイ）、NH90系を多数配備する国（オマーン、ニュージーランド）がある。